# Козирєв Леонід Вікторович
Леоні́д Ві́кторович Ко́зирєв (нар. 27 вересня 1989 — 19 квітня 2016) — молодший сержант Збройних сил України, учасник російсько-української війни.

## Життєпис
Народився 1989 року в селі Соколове (Новомосковський район, Дніпропетровська область) в багатодітній родині. В дитинстві з родиною переїхав до села Піщанка Новомосковського району; закінчив піщанську загальноосвітню школу, до якої ходив з другого класу. Працював охоронником.
З серпня 2014 року по частковій мобілізації проходив військову службу в лавах Збройних Сил України — у 43-му батальйоні територіальної оборони «Патріот». Демобілізувавшись з 3 хвилею, майже відразу підписав контракт; з 2015 року служив за контрактом, старший навідник 43-го окремого мотопіхотного батальйону.
19 квітня 2016 року загинув уночі під час артилерійського обстрілу поблизу смт Зайцеве: 122-мм снаряд влучив у бліндаж, троє бійців загинули (двоє на місці — Леонід Козирєв та Анатолій Матвєєв, третьому відірвало ноги, він загинув від втрати крові — Олег Логвиненко), ще 3 зазнали поранень.
22 квітня 2016-го похований в селі Піщанка.

## Нагороди та вшанування
- указом Президента України № 310/2016 від 23 липня 2016 року «за особисту мужність і високий професіоналізм, виявлені у захисті державного суверенітету та територіальної цілісності України, вірність військовій присязі» — нагороджений орденом «За мужність» III ступеня (посмертно)[1].
- 5 травня 2017 року на будівлі піщанської загальноосвітньої школи відкрито меморіальну дошку Леоніду Козирєву.